# Sethus Calvisius

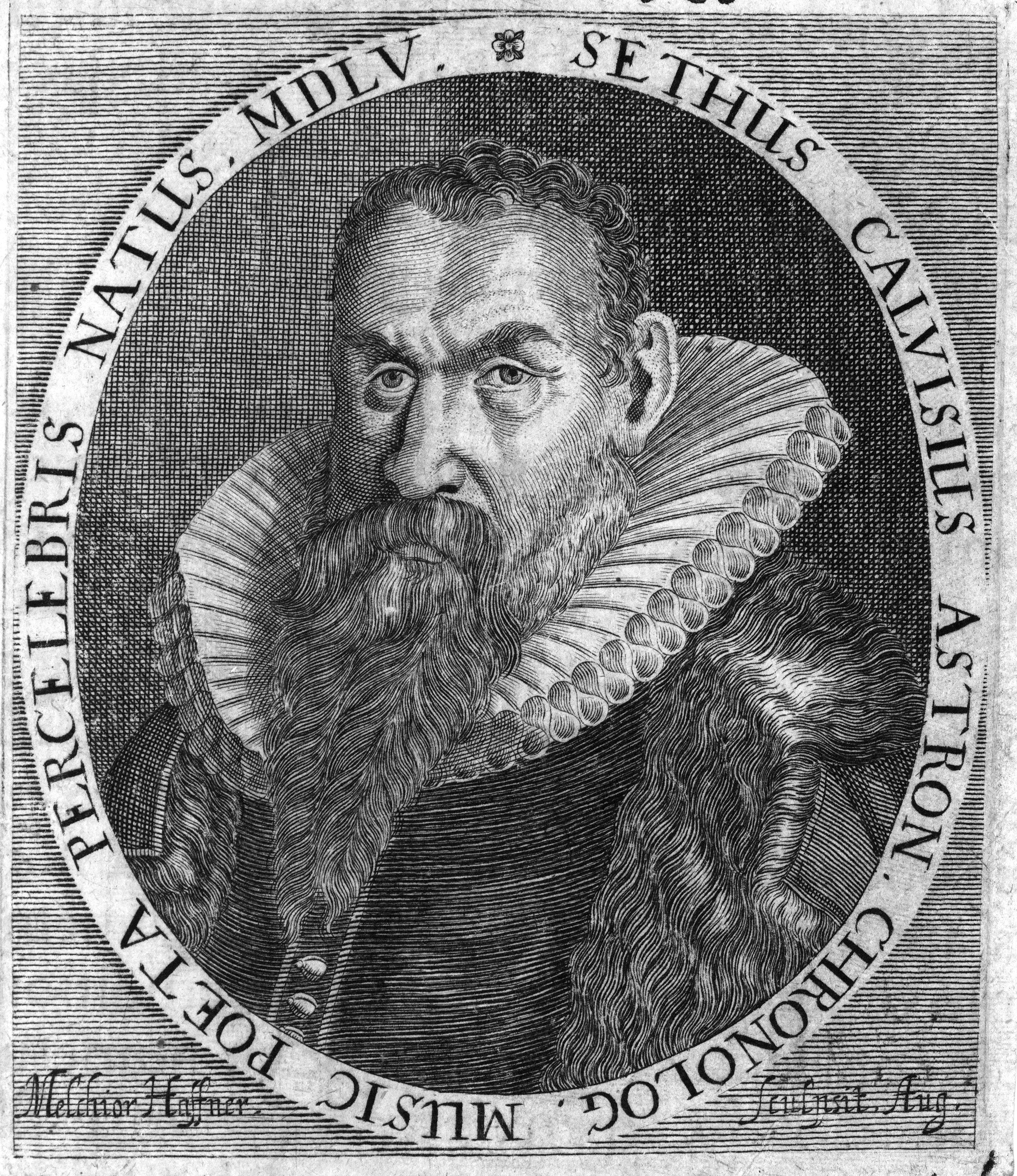
Sethus Calvisius

Sethus Calvisius, eigentlich Seth Kalwitz (* 21. Februar 1556 in Gorsleben; † 24. November 1615 in Leipzig), war ein Komponist, Musiktheoretiker und Kantor in Schulpforta und Leipzig sowie Astronom und Mathematiker.

## Leben
Aufgewachsen in bescheidenen Verhältnissen, in denen der Vater als Tagelöhner auf dem Land seinem Broterwerb nachging, sollte Calvisius zunächst das Weberhandwerk erlernen. Jedoch war sein Drang zur Bildung so stark, dass er 1569 die Schule in Frankenhausen und ab 1572 die Schule in Magdeburg besuchte. In Magdeburg erbettelte und erwarb er sich im Kirchendienst die finanziellen Mittel, um ein Studium aufzunehmen.
Er besuchte ab 1579 zunächst die Universität Helmstedt, erhielt dann ein Stipendium des Kurfürsten August von Sachsen und begab sich 1580 an die Universität Leipzig. Dort beschäftigte er sich mit Mathematik, Chronologie, Astronomie und so intensiv mit der Musik, dass er im folgenden Jahr zum Rektor des Chores an der Paulinerkirche avancierte.
Auf Empfehlung Nikolaus Selneckers und der gesamten theologischen Fakultät der Universität Leipzig wurde er im November 1582 als Kantor nach Schulpforta berufen, wo er unter anderem den Motettengesang bei den gemeinsamen Mahlzeiten einführte. Daneben wirkte er als Pädagoge nicht nur im Themengebiet der Musik, er gab auch Unterricht in Hebräisch und betrieb chronologisch-historische Studien. 1594 kehrte er nach Leipzig zurück, wo ihm das ehrenvolle Amt des Kantors der Thomasschule und beider Hauptkirchen übertragen wurde.
Obwohl ihm an der Universität Wittenberg 1611 eine Professur für Mathematik und an der Universität Frankfurt/Oder ebenfalls eine Professur angeboten wurde, blieb er in Leipzig und wirkte dort bis zu seinem Lebensende. Außer zu einigen berühmten Zöglingen unterhielt er auch freundschaftliche Beziehungen zu Größen seiner Zeit, wie zum Beispiel Johannes Kepler.
Auch als Astronom leistete er Bedeutendes. Sein Hauptwerk ist das Opus Chronologicum ubi tempus astronomicum per motus et eclipses luminarium celestium. Laut Allgemeiner Deutscher Biographie (ADB) „trug ihm dieses Werk besonders den Namen eines der vorzüglichsten deutschen Gelehrten ein. Es war eine Frucht 20-jähriger Forschungen, fand die höchste Anerkennung des Scaliger, Casaubon und Petavius und galt lange Zeit als Richtschnur für alle ähnliche Arbeiten“.
Im Jahr 1907 wurde die Calvisiusstraße im Leipziger Stadtteil Lindenau nach Sethus Calvisius benannt.
Calvisius verheiratete sich 1595 in Leipzig mit Magdalena Jung, der Tochter des Bürgers und Bäckers Hans Jung in Leipzig. Aus der Ehe stammten vier Söhne und eine Tochter, wovon ein Sohn jung starb.

## Varia
- Er schrieb die Melodien zu 127 Kirchenliedern, von denen das Abendlied Mein schönste Zier und Kleinod bist auf Erden du, Herr Jesu Christ es bis in das heute gültige Evangelische Gesangbuch geschafft hat.[3]

## Werke

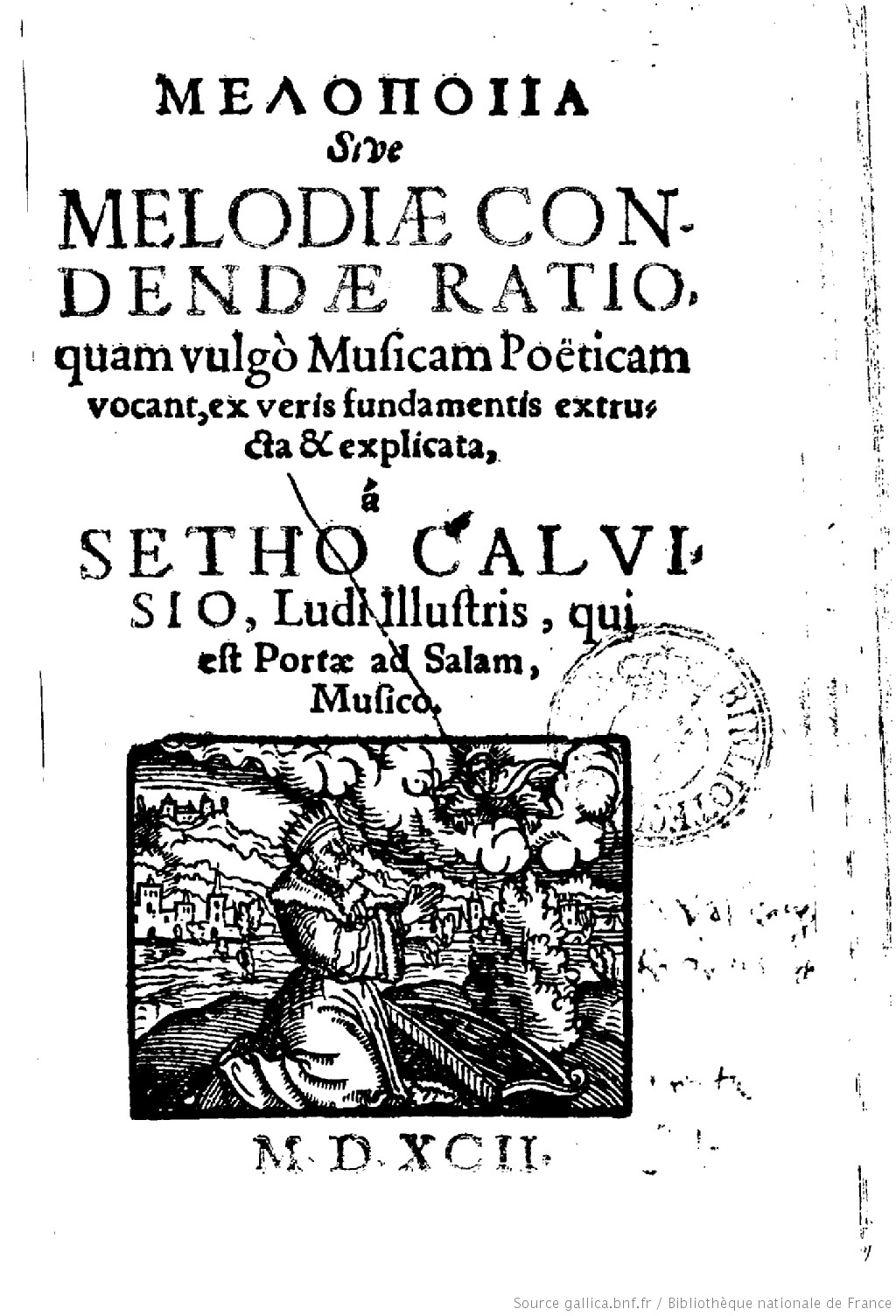
Titelseite der Melopoiia

- Harmonia cantionum ecclesiasticarum, Kirchengesänge u. geistliche Lieder D. Lutheri u. andrer frommen Christen, Mit 4 Stimmen contrapunktweise richtig gesetzt. Leipzig 1597, 1598, 1605, 1612 und 1622, herausgegeben von Franz Kaern-Biederstedt, 2015
- Melopoiia Sive Melodiae Condendae Ratio, Quam vulgo Musicam Poeticam vocant. Franc, Magdeburg 1630. (Digitalisat). Erste Fassung: Erfurt 1592; Melopoiia : sive Melodiae condendae ratio (Erfurt 1592) : Faksimile-Edition, ins Deutsche übersetzt von Klaus Beckmann, Mainz : Schott Music GmbH, 2024, ISBN 978-3-7957-3308-7
- Compendium musicae practicae. Leipzig 1594 auch 1612 erschienen als Musicae artis praecepta
- Exercitatio Mvsica Tertia Sethi Calvisii De præcipuis quibusdam in arte Musica quæstionibus, quibus præcipua ejus Theoremata continentur. Schürer, Leipzig 1611. (Digitalisat)
- Exercitationes Musicae Duae. quarum prior est, de modis musicis, quos vulgo Tonos vocant, rectè cognoscendis, & dijudicandis.. Apel, Leipzig 1600. (Digitalisat)
- Hymni sacri Latini et Germanici. Erfurt 1594
- Der Psalter Davids. bearbeitet von Cornelius Becker, Leipzig 1605
- Biciniorum libri duo. Apel, Leipzig 1612.
- Der 150. Psalm Davids. Leipzig 1615
- Opus chronologicum ex autoritate s. scripturae ad motum luminarium coelestium contextum. Leipzig 1605 und letzte Ausgabe Frankfurt 1685 in sechster Auflage
- Elenchus calendarii Gregoriani. Leipzig 1613
- Formula calendarii novi. Leipzig 1613
- Thesaurus latini sermonis, ex optimis quibusque latinitatis autoribus congestus, & in locos communes, secundum naturalem rerum seriem, digestus. Cum gemino indice, quorum alter latinus ad rerum seriem, alter germanicus ad ordinem alphabeticum ….  Leipzig 1616. (Digitalisat)
- Enchiridion lexici Latino-Germanici. Leipzig 1614
- Tricinia, Auserlesene deutsche Lieder. herausgegeben von Paul Rubardt, 1949
- 10 Motetten, herausgegeben von Albrecht Tunger, 1965.

## Aufnahmen
- CD - „Freut euch und jubilieret!“ (Geistliche Vokalmusik von Sethus Calvisius), Vocalconsort Leipzig, Ensemble Noema Leipzig, Leitung Gregor Meyer, 2009, querstand

- LP - "Unser Leben währet siebzig Jahr", Motette auf der Schallplatte "Thomaskantoren, Motetten von J.S. Bach und seinen Vorgängern ", Herausgegeben von Cantate. Dresdner Kreuzchor, Leitung Rudolf Mauersberger